# Justin Trudeau
Justin Pierre James Trudeau (n. 25 decembrie 1971, Ottawa, Ontario, Canada) este un politician canadian, lider al partidului liberal, începând cu 2013 și până în 2025, și prim-ministru al Canadei, din 2015 până în 2025.

## Familia și studiile
Justin Trudeau s-a născut în Ottawa, Ontario, ca primul fiu al premierului Pierre Trudeau și al Margaretei Trudeau (născută Sinclair).
A fost botezat în Catedrala Notre Dame din Ottawa⁠(en)[traduceți].
Când Justin Trudeau avea vârsta de 12 ani, întreaga familie s-a mutat la Montreal. Acolo a urmat cursurile colegiului Collège Jean-de-Brébeuf⁠(en)[traduceți], cu predare în limba franceză. Ulterior a studiat literatura engleză și științele pedagogice la Universitatea din Columbia Britanică.

## Cariera politică
Justin Trudeau a fost ales ca membru al Parlamentului Canadei (Member of Parliament of Canada) din partea districtului electoral din Papineau în 2008 și apoi a fost reales în 2011 și 2015. În calitate de membru al „cabinetului din umbră”, din partea Partidului Liberal, Trudeau a fost un critic constant al politicii guvernului condus de Stephen Harper.
La 14 aprilie 2013, Trudeau a fost ales lider al Partidului Liberal al Canadei. La alegerile federale canadiene, din 19 octombrie 2015, Justin  Trudeau și partidul său au obținut o victorie politică, realizând majoritatea guvernamentală.
Trudeau și echipa sa a preluat oficiul de prim ministru canadian, la 4 noiembrie 2015, dată la care a primit titlul onorific de The Right Honourable pe viață. Justin Trudeau este cel mai tânăr prim ministru al Canadei și primul ministru canadian fiul al unui fost prim ministru.